# 610 هـ
610 هـ هي سنة في التقويم الهجري امتدت مقابلةً في التقويم الميلادي بين سنتي 1213 و1214.

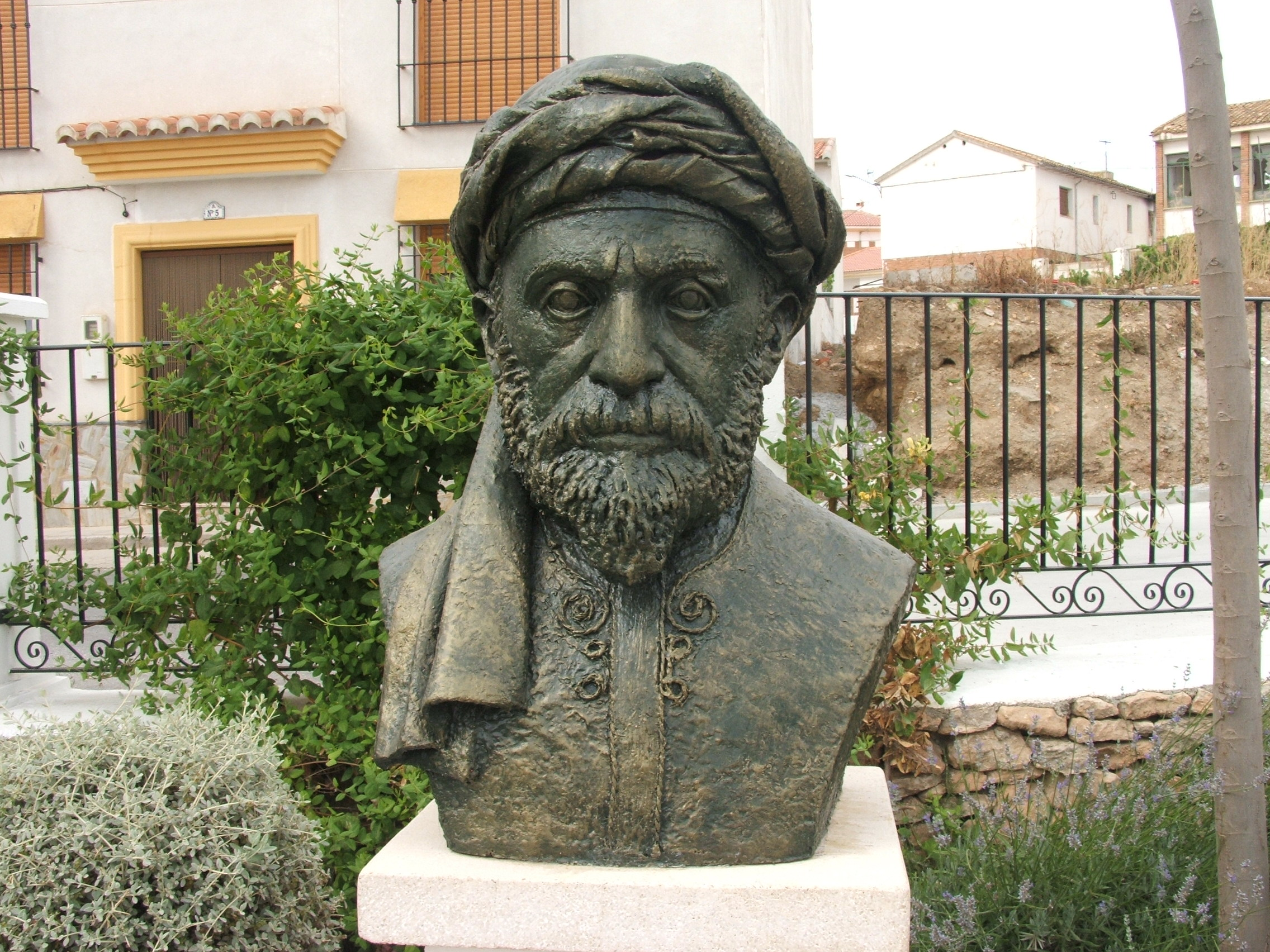
أبو الحسن الششتري

## مواليد
- العفيف التلمساني
- أبو الحسن الششتري
- ابن سعيد المغربي
- بهاء الدين الإربلي

## وفيات
- ابن عسكر الموصلي
- المطرزي
- عين الشمس بنت أحمد
- محمد الناصر
- سليمان الموحدي
- الأشرف بن الأعز

- 26 ربيع الثاني - ضياء الدين التركستاني - عالم وفقيه عراقي.